# Otto von Kotzebue
Pour les articles homonymes, voir Kotzebue.
 (décembre 2014).
Si vous disposez d'ouvrages ou d'articles de référence ou si vous connaissez des sites web de qualité traitant du thème abordé ici, merci de compléter l'article en donnant les références utiles à sa vérifiabilité et en les liant à la section « Notes et références ».
Otto von Kotzebue (en russe : Отто Евстафьевич Коцебу, ISO 9 : Otto Evstaf'evič Kocebu), né le 30 décembre 1787 à Reval et mort le 15 février 1846 à Reval, est un explorateur et navigateur germano-balte, sujet de l'Empire russe et officier de la marine impériale qui fit trois fois le tour du monde.

## Biographie
Otto von Kotzebue est issu d'une famille de la noblesse germano-balte. C'est le second fils d'August von Kotzebue, originaire de Weimar. Après la mort prématurée de la mère du futur navigateur, née Friedrike von Essen (1763-1790), August von Kotzebue se remarie, et Otto von Kotzebue étudie à l'école élémentaire de Reval de 1793 à 1796, puis au lycée à Saint-Pétersbourg qu'il termine en 1801, pour devenir cadet de la marine dans la capitale impériale, jusqu'en 1803.
Il accompagne alors cette année-là Johann Adam von Krusenstern lors d'un grand voyage (1803-1806) autour du monde, avec son jeune frère Moritz (1789-1861). Krusenstern est un neveu de la belle-mère des jeunes Kotzebue. Ce périple a lieu sur la frégate Nadejda (l'Espérance) et a pour but d'explorer les îles d'Extrême-Orient. Kotzebue retourne dans la marine impériale à son retour et devient bosco, puis lieutenant en 1811. Il fait le tour de la Scandinavie au départ d'Arkhangelsk avec l'amiral Roman Vassilievitch Crown. La compagnie russe d'Amérique cherche ensuite à engager un capitaine en 1813 afin de se rendre sur les côtes de l'ouest américain avec Le Souvorov, mais il est jugé trop jeune à 25 ans.

## Expédition du Rurik autour du monde

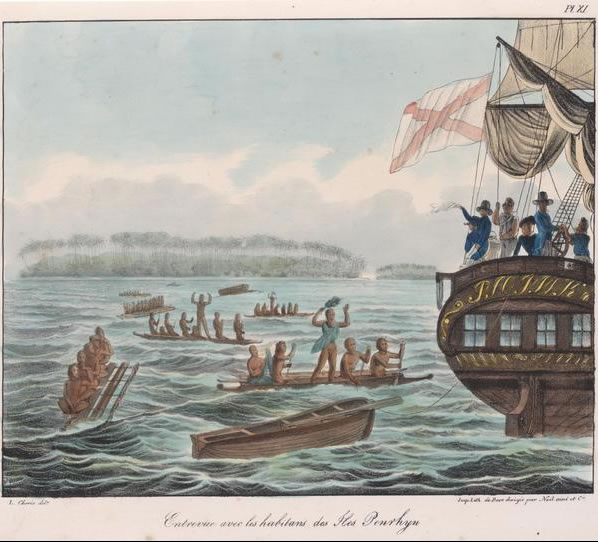
Passage du Rurik au large de l'île de Penrhyn (îles Cook) le 30 avril 1816 (lithographie).

L'intérêt de la Russie pour les îles d'Extrême-Orient se renouvelle, après la fin des guerres napoléoniennes. Il faut trouver un chemin plus court pour atteindre le Pacifique. C'est ainsi que le comte Roumiantsev, ministre des Affaires étrangères qui est la tête d'une fortune considérable, décide en 1815 de financer lui-même une expédition sur le brick Rurik, afin d'explorer le passage du Nord-Ouest. Krusenstern invite le jeune lieutenant von Kotzebue (26 ans) à diriger l'expédition, ainsi que des scientifiques, comme Adelbert von Chamisso ou Johann Friedrich von Eschscholtz, ou le peintre Louis Choris. Le Rurik passe le cap Horn en janvier 1816 et atteint le Kamtchatka. En chemin, l'équipage découvre les îles Roumiantsev, les îles Rurik, et les îles Krusenstern (aujourd'hui Tikehau). Les îles de Polynésie sont cartographiées. L'équipage demeure longtemps à explorer les îles Marshall et y retourne deux fois en 1817. Les études ethnographiques de Kotzebue sont précieuses et expliquent encore aujourd'hui les fondements de la population de ces îles. Le Rurik passe le détroit de Béring à l'été 1816. Il découvre le golfe de Kotzebue en Alaska. L'actuelle petite ville de Kotzebue qui s'y trouve a été baptisée ainsi en son honneur. Il retrouve la Néva, le 3 août 1818, après une sévère maladie, apportant une grande collection de plantes inconnues et de documentation. Ce sont plus de quatre cents nouvelles îles qui ont été cartographiées.
Il épouse le 1er décembre 1818 Amalie Zweig (1798-1873), qui lui donnera neuf enfants. L'empereur le nomme chevalier de l'Ordre de Saint-Vladimir de quatrième classe et il est élevé au rang de lieutenant-capitaine. Il fait paraître le récit de son expédition en 1821 en allemand qui est traduit en anglais la même année et en russe en 1823, puis plus tard en français.

## Voyage de 1823-1826

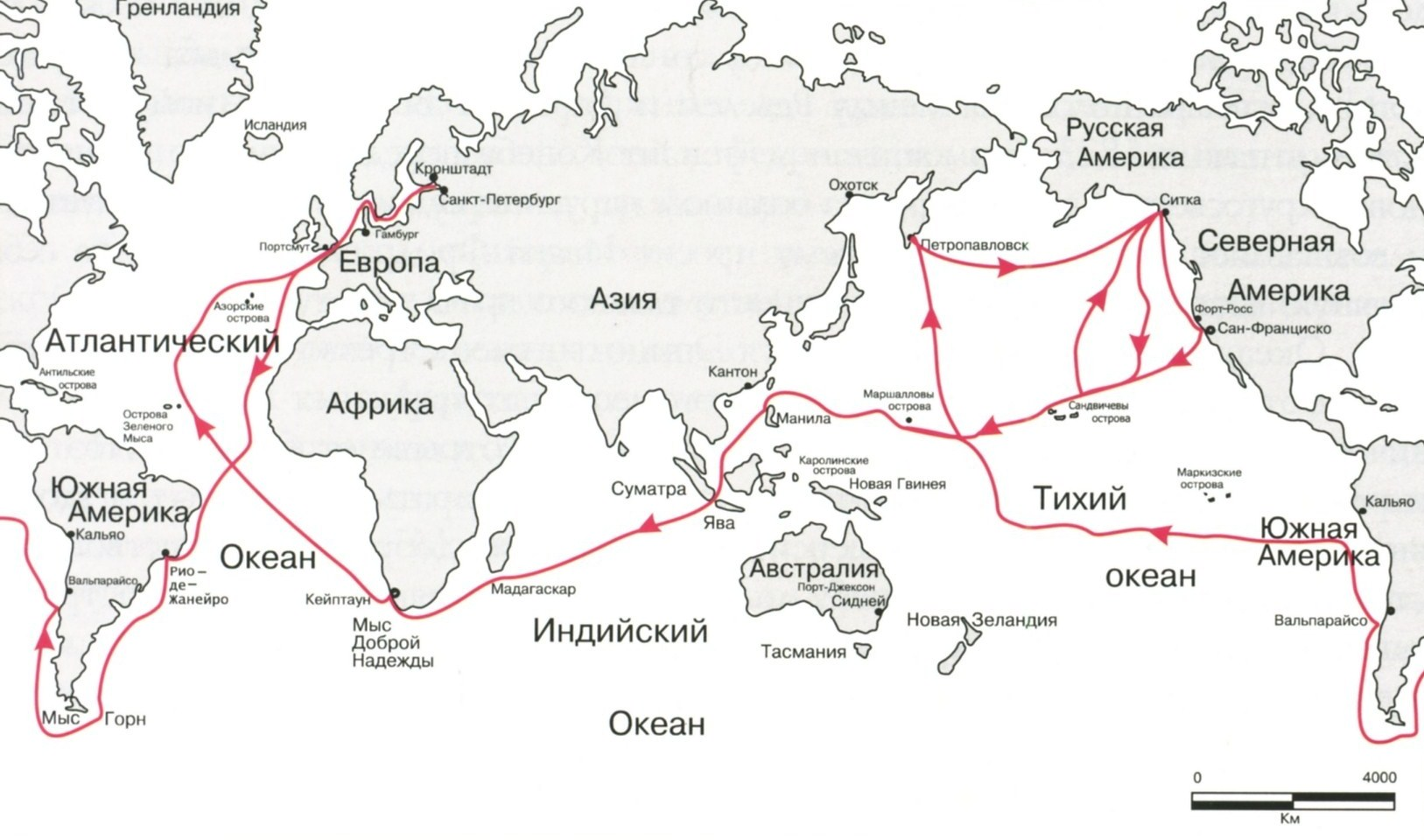
Voyage du Predpriatié

Kotzebue prend la tête d'une nouvelle expédition à caractère scientifique en mars 1823. Elle a lieu à bord du Predpriatié (L'Entreprise), dont il a surveillé les travaux. Il appareille de Cronstadt à l'été 1823 avec 24 canons, 145 personnes à bord, dont Emil Lenz, l'astronome Ernst Wilhelm Preuss (1801-1871) et Eschscholtz. Le bateau fait route vers le Cap Horn, puis vers Talcahuano au Chili et se dirige vers le Kamtchatka. Après avoir quitté San Francisco, il retourne aux îles Marshall. Il découvre l'atoll de Bikini.
Kotzebue est nommé à son retour en Russie capitaine de 2e rang, en 1826. Il est nommé à la forteresse de Cronstadt et reçoit l'Ordre de Sainte-Anne de deuxième classe. Un an plus tard il est commandant du navire de ligne Pierre Ier. Il est élevé au rang de capitaine de 1er rang en 1829, et prend sa retraite de la marine en 1830. Il s'installe alors dans son manoir de Kau dans le gouvernement d'Estland.
Il meurt à Reval en 1846 et il est enterré au cimetière du village de Kose (Kosch à son époque), aujourd'hui en Estonie.

## Œuvres
Kotzebue a publié deux œuvres relatant les deux voyages autour du monde qu'il a commandé 
- Entdeckungs-Reise in die Süd-See und nach der Berings-Straße zur Erforschung einer nordöstlichen Durchfahrt in den Jahren 1815 bis 1818.
- (en) « Kotzebue's Voyage of dicovery », The Eclectic Review.,‎ 1822, p. 19-39 (lire en ligne)
- Un nouveau Voyage autour du monde dans les années 1823, 24, 25 et 26. Vol. 1.
- Un nouveau Voyage autour du monde dans les années 1823, 24, 25 et 26. Vol. 2.
- Otto von Kotzebue (trad. de l'allemand, préf. Marc Delpech), Le voyage du Rurik, l'expédition Romanzov à la découverte du Pacifique, 1815-1818, Besançon, La Lanterne magique, 2017, 410 p. (ISBN 978-2-916180-24-3, lire en ligne)

## Toponymie

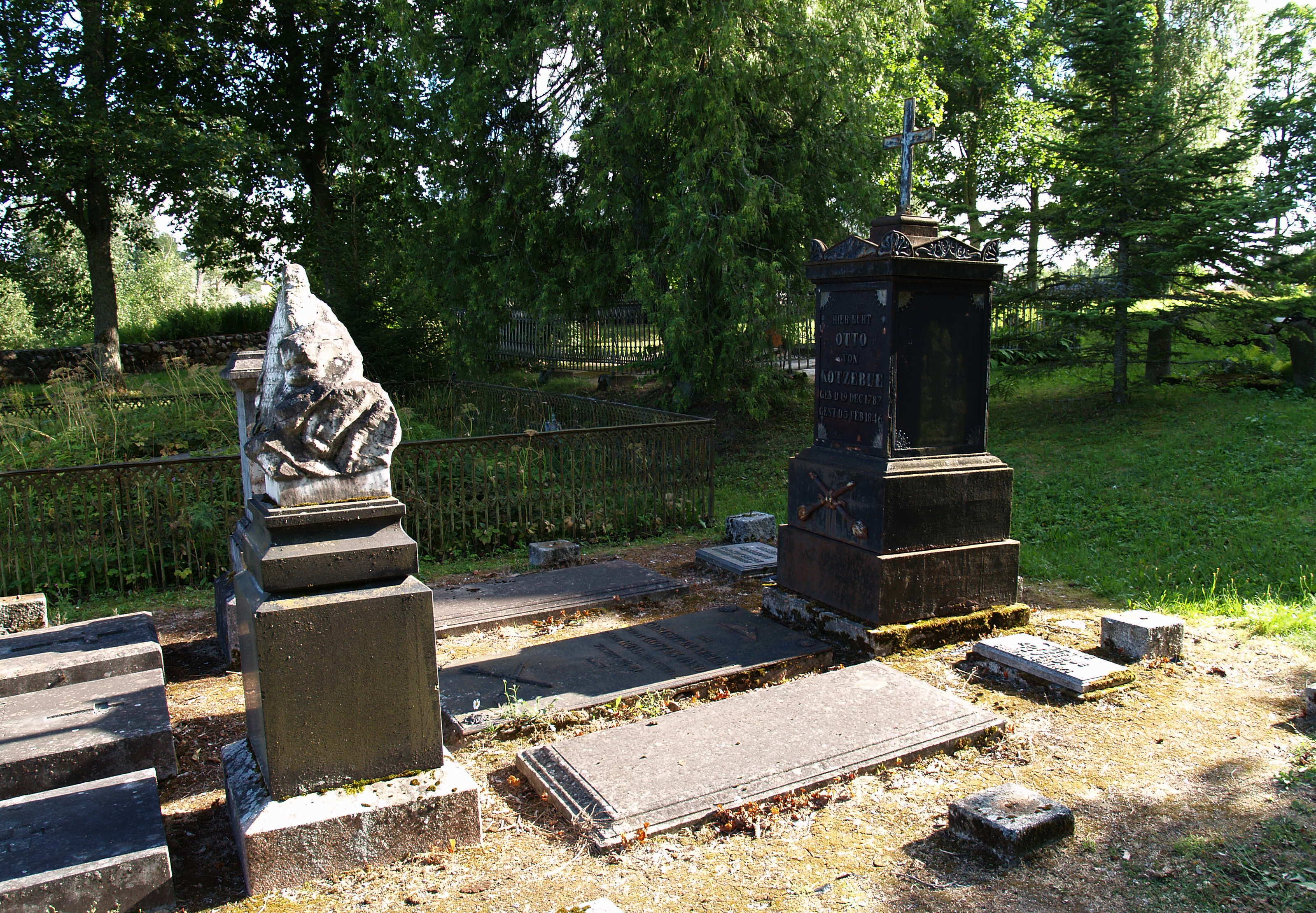
Tombe d'Otto von Kotzebue au cimetière de Kose, près de l'église

C'est son nom qu'on a donné au golfe de Kotzebue et à la ville de Kotzebue en Alaska.